# Łaszczów
Łaszczówⓘ (1549–1578 Prawda) é um município no leste da Polônia. Pertence à voivodia de Lublin, no condado de Tomaszów, no rio Huczwa, região de Grzęda Sokalska. É a sede da comuna urbano-rural de Łaszczów e também da paróquia católica romana dos Santos Pedro e Paulo. Nos anos 1975−1998, a cidade pertenceu administrativamente à voivodia de Zamość.
Estende-se por uma área de 5,0 km², com 2 076 habitantes, segundo o censo de 31 de dezembro de 2021, com uma densidade populacional de 415,2 hab./km².
Encontra-se na antiga Terra de Belz. Nos anos de 1549 a 1870, Łaszczów já possuía os direitos de cidade, mas eles foram revogados. Esses direitos foram restaurados à cidade em 1 de janeiro de 2010. Para comemorar este evento, um monumento com uma placa comemorativa foi erguido na cidade.

## História

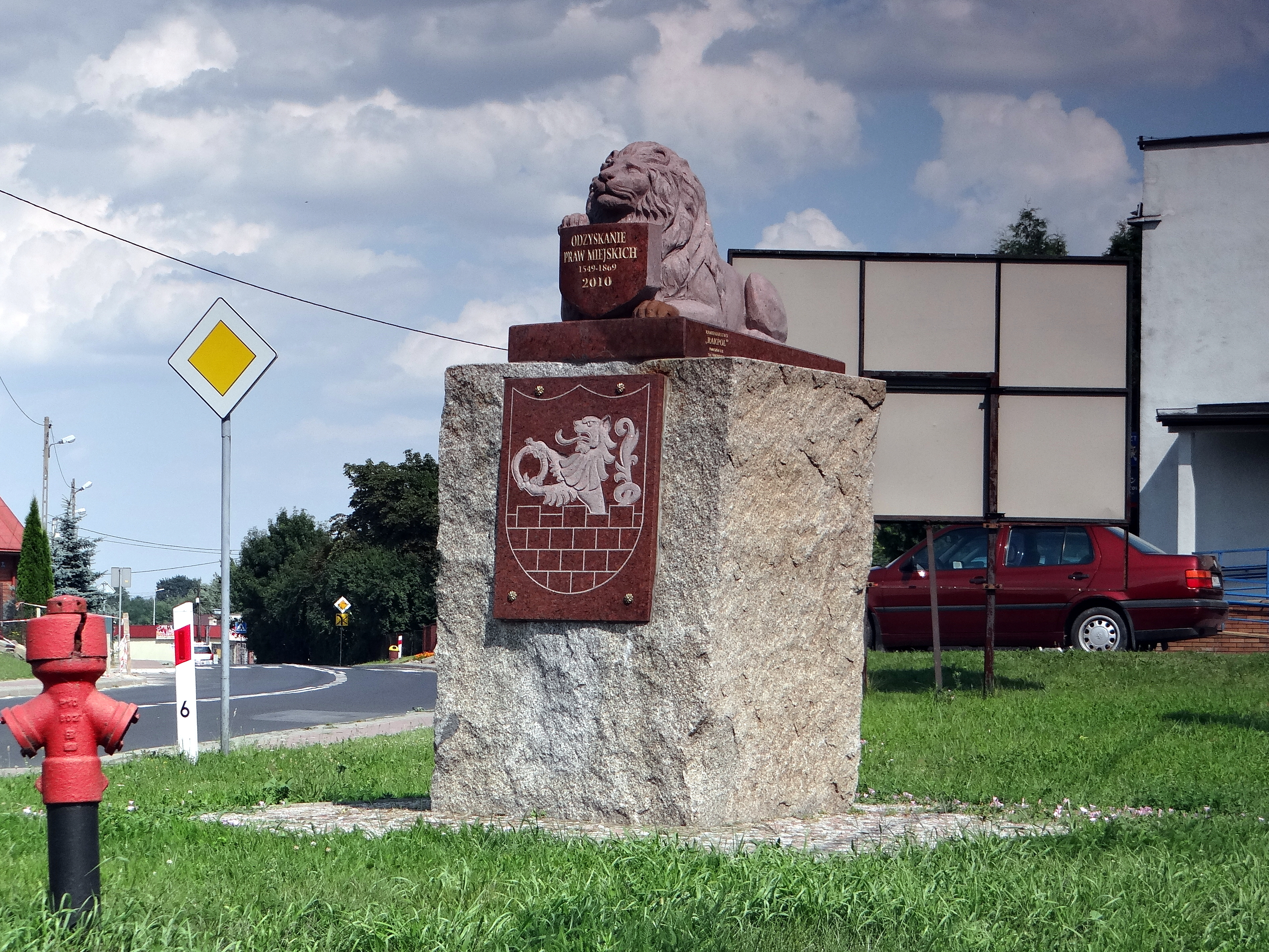
Placa comemorativa da recuperação dos direitos municipais por Łaszczów em 2010

Os primórdios da cidade de Łaszczów datam de meados do século XVI, quando o documento emitido em 1549 (exatamente na terça-feira, 22 de janeiro, depois do dia de Santa Inês) em Piotrków Trybunalski, o rei Sigismundo II Augusto, pelo serviço fiel de Aleksander Łaszcz, de Tuczapy, na câmara de Horos e Bełżec, Chełm e Tyszowiec, e o starosta da rainha Bona Sforza, permitiram que ele substituísse sua vila hereditária de Domaniż por uma cidade chamada Prawda (do brasão Prawdzic, que era o selo da família Łaszczów).
Esta cidade foi fundada, mas não em Domaniż, que não deixou de existir, mas nas terras pertencentes a esta vila. Não é certo, no entanto, se o nome Prawda dado à nova cidade foi usado. Nesse caso, não durou muito, porque já em 1578 a cidade se chamava Łaszczów (dos nomes de seus proprietários) e possuía a lei de Magdeburgo.

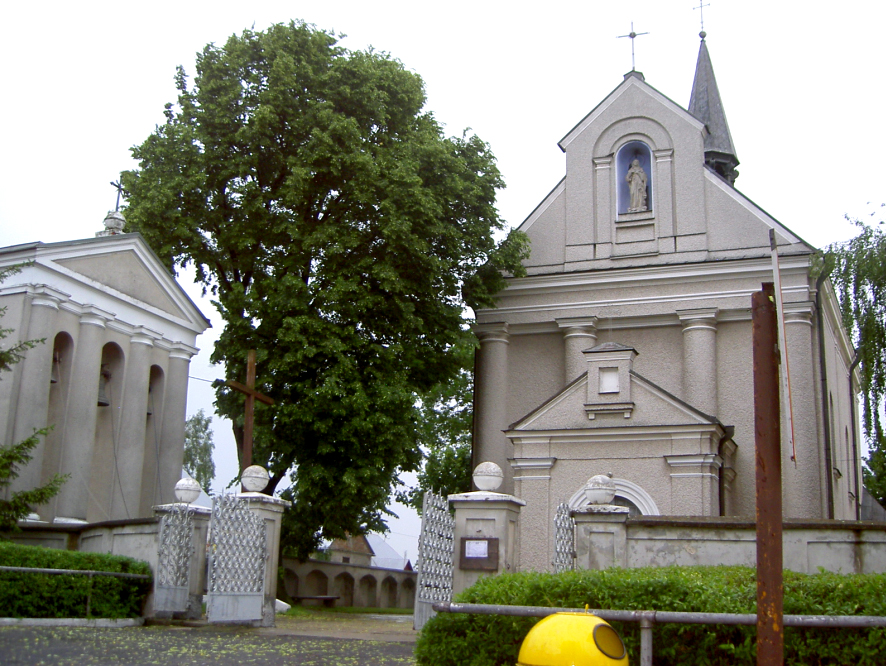
Igreja de São Pedro e São Paulo e o campanário

Na virada dos séculos XVI e XVII, a cidade era um importante centro da Reforma Protestante polonesa. Havia uma Congregação ariana e sua gráfica em Łaszczów, que funcionaram até 1603. No mesmo ano, graças aos esforços de Piotr Gorajski, a cidade de Łaszczów recebeu o privilégio de organizar feiras e mercados. No século XVII, o desenvolvimento da cidade foi prejudicado pela invasão de tropas estrangeiras e incêndios criminosos.
Em 1702, a cidade foi incendiada pelos suecos, sob o comando do general Sztenbok. Em 1745, o então dono da cidade − Józef Łaszcz começou a construir uma igreja e um colégio para a ordem jesuíta na cidade. Em 1754, um incêndio atingiu a cidade, o que causou enormes perdas. Naquela época, o então proprietário − Franciszek Saleza Potocki ordenou que os moradores construíssem casas de tijolos em vez de madeira.

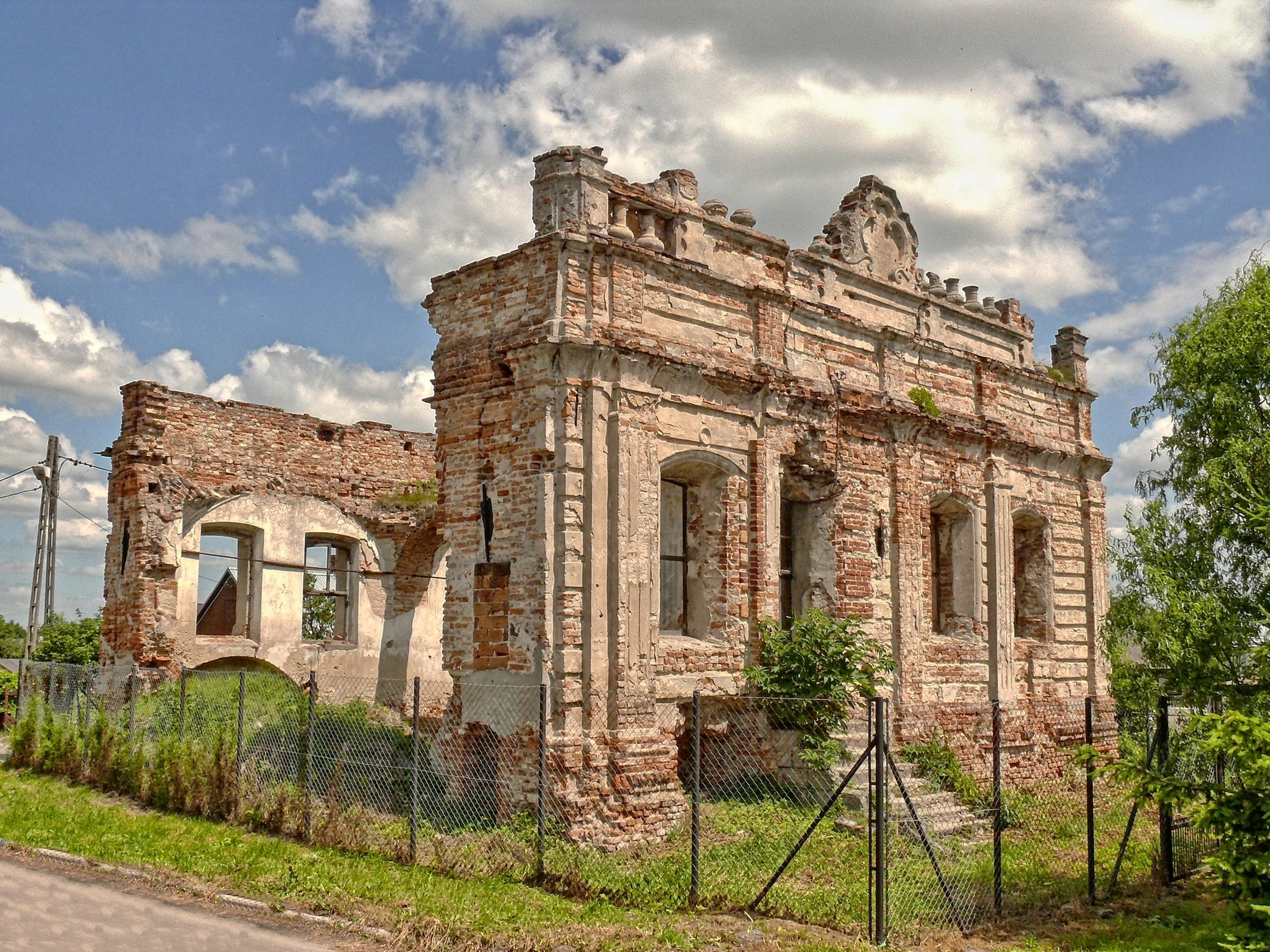
Ruínas da sinagoga em Łaszczów, construída onde era o arsenal do castelo da família Łaszczów

Havia uma grande comunidade judaica aqui. Os judeus se tornaram habitantes da cidade a partir de meados do século XVII. No entanto, a estrutura demográfica da cidade logo mudou. Em 1897, os judeus constituíam 90,3% da população. Sua grande parcela permaneceu até a Segunda Guerra Mundial. Na cidade, agora podemos ver os restos de edifícios pertencentes à comunidade religiosa judaica. Eles são: uma sinagoga e uma casa da Congregação (qahal). Estes edifícios eram originalmente fragmentos do castelo destruído em 1702 pelos suecos, cujos restos foram entregues aos judeus. Além do cemitério judaico, provavelmente fundado no século XVIII, restou apenas uma matzeva, datada de 1824 ou 1828. Quase toda a população judaica foi assassinada durante a Segunda Guerra Mundial.

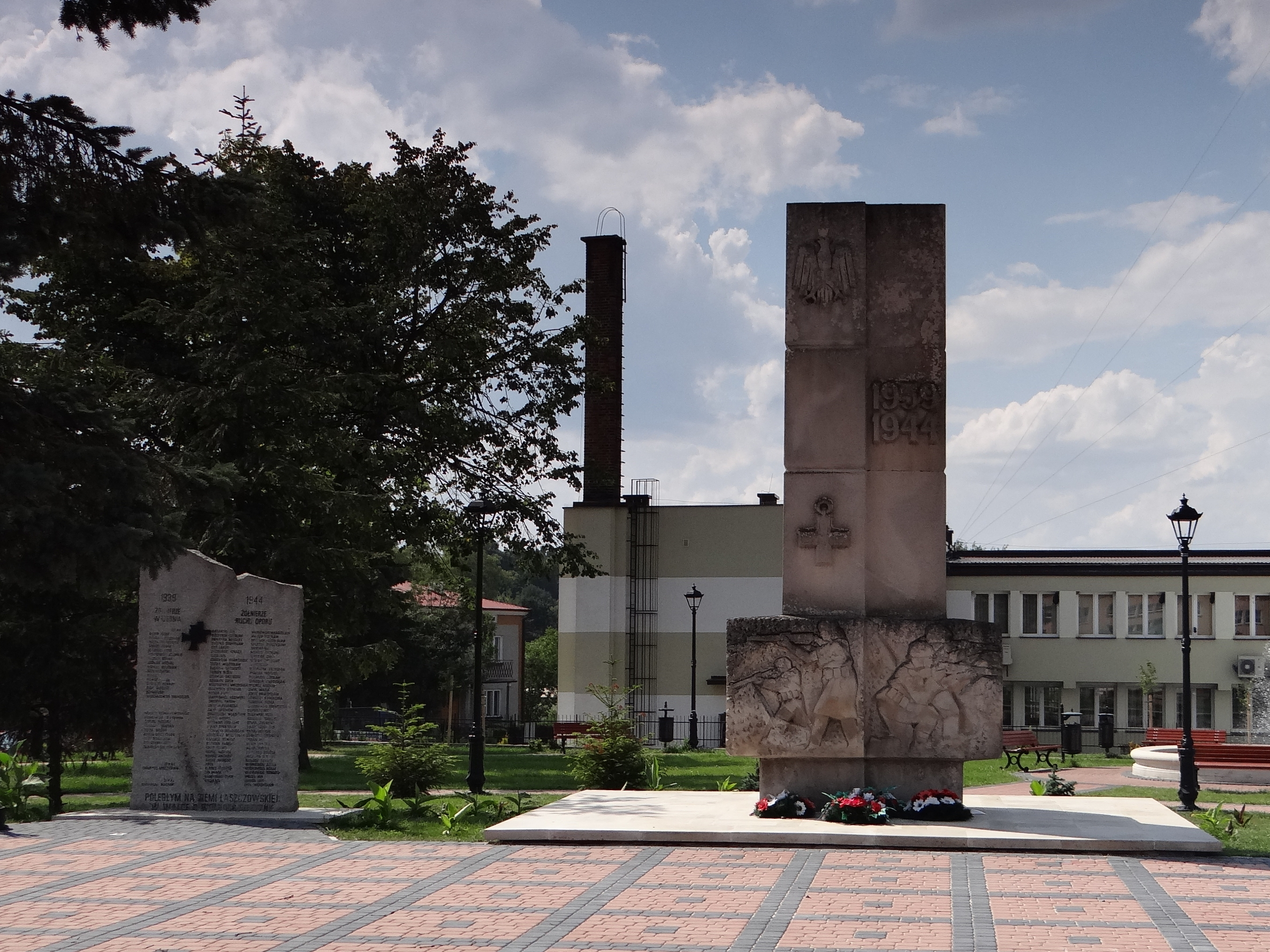
Monumento comemorativo da destruição e queima de Łaszczów pelo Exército Insurreto Ucraniano em 1944

Em 1902, Łaszczów tinha 2 600 habitantes. Em 1908, uma unidade de bombeiros foi estabelecida no assentamento. Durante a batalha de Komarov em 1914, Łaszczów foi a arena dos combates russo-austríacos. Em 1915, depois que os austríacos tomaram Łaszczów, eles construíram uma ferrovia de bitola estreita ligando Uhnów a Volodimir. Naquela época, Łaszczów era um entroncamento ferroviário. Em 1916, uma escola primária polonesa foi fundada no assentamento. Nos anos da Segunda Guerra Mundial, a escola serviu como delegacia de polícia militar alemã. Nos dias 21 e 22 de setembro de 1939, Łaszczów foi brevemente recapturada pelo Exército polonês das mãos dos alemãs. Em 25 de dezembro de 1942, os alemães reconquistaram a cidade. Setenta e cinco pessoas foram mortas na época. Em junho de 1944, Łaszczów foi incendiada pelo Exército Insurreto Ucraniano (UPA). Em 1975, uma grande fábrica de lácteos foi comissionada, processando 220 mil litros de leite por dia.

## Disposição espacial
Uma rua principal, Fryderyk Chopin, atravessa Łaszczów, da qual muitas ruas locais divergem. Łaszczów está localizada na estrada da voivodia n.º 852, que leva a oeste de Tomaszów Lubelski e a leste de Dołhobyczów. As estradas para Ulhówek, Czartowiec, Nadolce e Małoniż também partem daqui. Existem vários conjuntos habitacionais na cidade (entre outros, Osiedle Kościuszki). No centro da cidade existem várias ruas e instalações como: igreja, laticínios, parque, pavilhão comercial, mercado, Centro Cultural Municipal e inúmeras lojas, além de um novo estádio com quadra de tênis e playground. Há lagoas por toda parte. A antiga estação ferroviária fica perto do estádio.
Digno de nota é o interessante edifício do agora fechado cinema Strumyk e as ruínas da sinagoga na rua Rycerskiej.

## Demografia

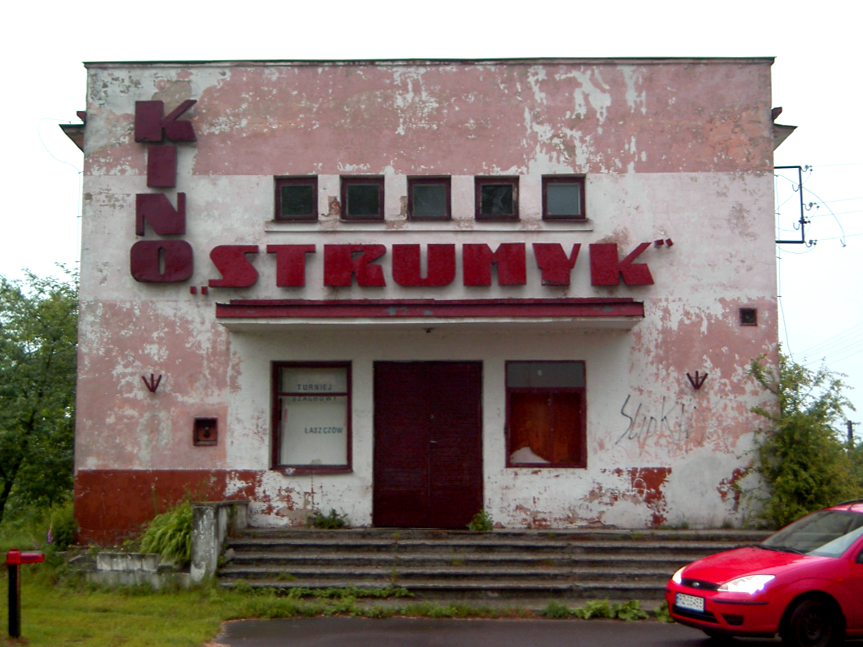
Antigo "Cinema Strumyk"

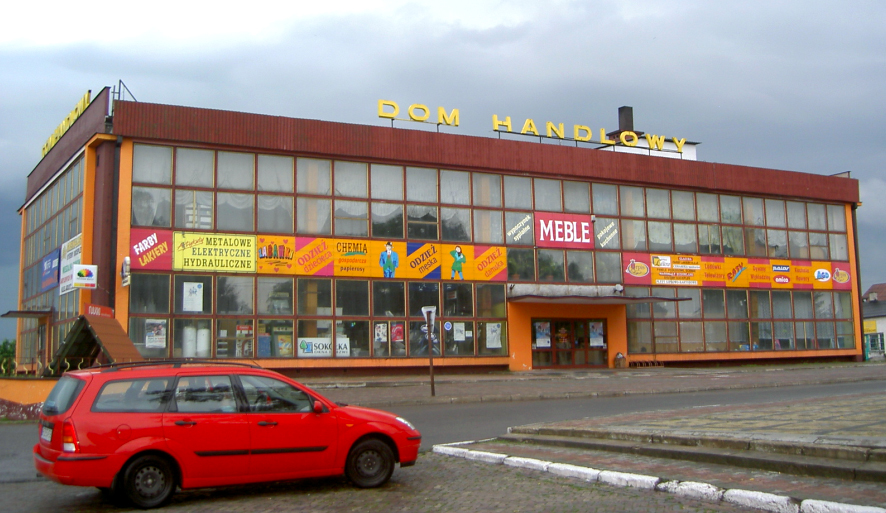
Loja de departamentos, 2007

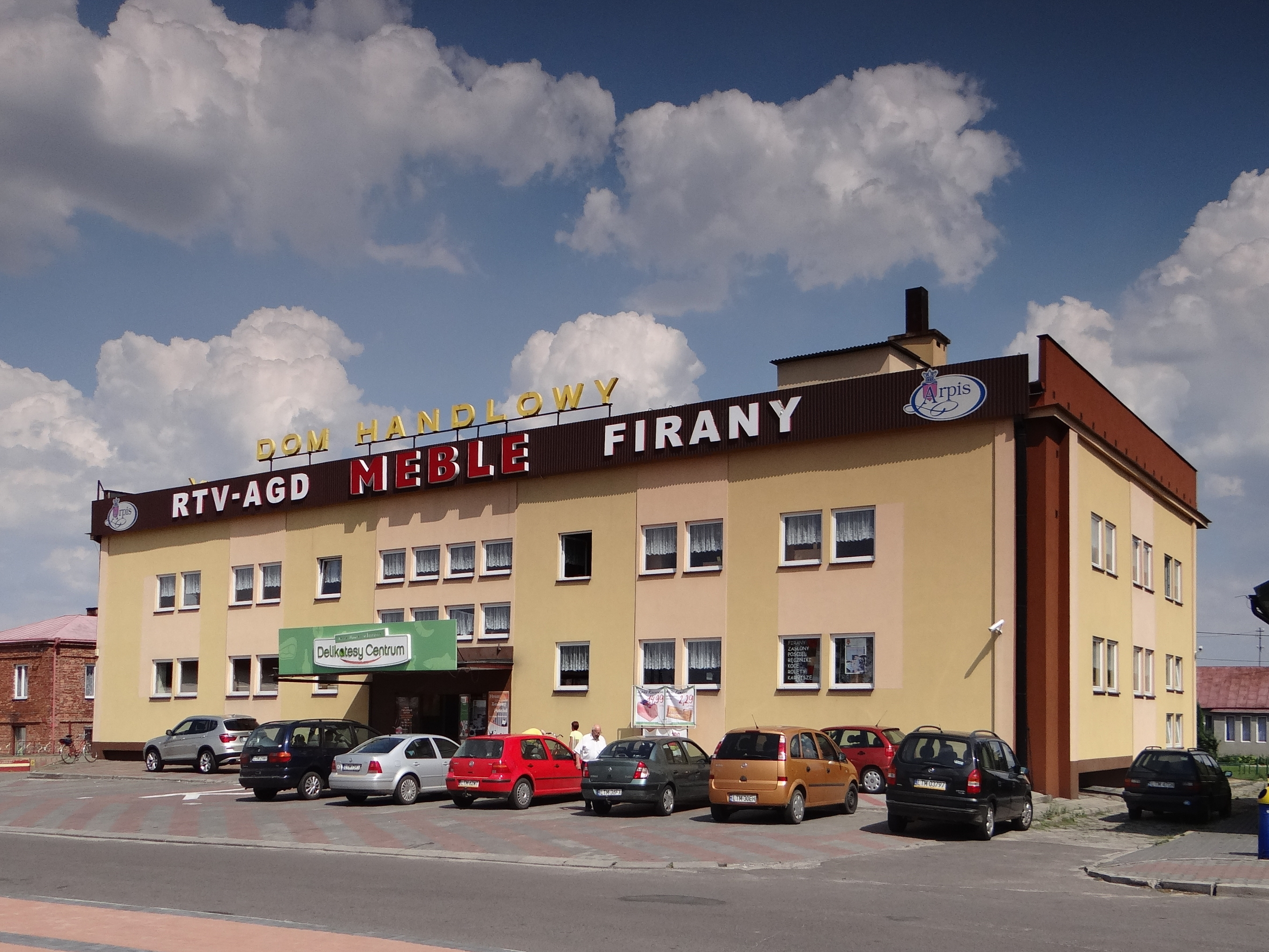
Loja de departamentos em 2014 (após reforma completa)

Conforme os dados do Escritório Central de Estatística da Polônia (GUS) de 31 de dezembro de 2022, Łaszczów é uma cidade muito pequena com uma população de 1 982 habitantes (41.º lugar na voivodia de Lublin e 869.º na Polônia), tem uma área de 5,0 km² (47.º lugar na voivodia de Lublin e 827.º lugar na Polônia) e uma densidade populacional de 393 hab./km² (28.º lugar na voivodia de Lublin e 655.º lugar na Polônia). Nos anos 2002–2021, o número de habitantes diminuiu 5,3%.
Os habitantes de Łaszczów constituem cerca de 2,45% da população do condado de Tomaszów, constituindo 0,10% da população da voivodia de Lublin.
| Descrição                         | Total      | Total   | Mulheres   | Mulheres | Homens     | Homens  |
| --------------------------------- | ---------- | ------- | ---------- | -------- | ---------- | ------- |
| unidade                           | habitantes | %       | habitantes | %        | habitantes | %       |
| população                         | 1 982      | 100     | 1 063      | 53,6     | 1 013      | 46,4    |
| superfície                        | 5,0 km²    | 5,0 km² | 5,0 km²    | 5,0 km²  | 5,0 km²    | 5,0 km² |
| densidade populacional (hab./km²) | 393        | 393     | 210,6      | 210,6    | 182,4      | 182,4   |

## Indústrias
Łaszczów é predominantemente um centro de serviços para a agricultura. No entanto, há uma pequena indústria aqui, entre outras de materiais de construção. O destaque da fábrica é uma grande câmara fria moderna de frutas e legumes. Na comuna de Łaszczów estão localizadas: a Chłodnia Uren Coldstores em Łaszczów; Fábrica de fabricação de folheado natural "Bracia Mrozik"; Fábrica de Laticínios em Łaszczów; Cooperativa de Produtos Agrícolas; Cooperativa de produção agrícola em Hopkie.

## Atrações turísticas
- Igreja paroquial de São Pedro e São Paulo[12]
- Ruínas do palácio dos Szeptycki com o parque[13]
- Sepulturas dos mortos durante a Primeira Guerra Mundial
- Ruínas da sinagoga[14]
- Cemitério judeu em Łaszczów[15]

## Esportes
- Clube de futebol ŁKS "Korona" Łaszczów.[16]